# Resolutie 1265 Veiligheidsraad Verenigde Naties
Resolutie 1265 van de Veiligheidsraad van de Verenigde Naties werd unaniem door de
VN-Veiligheidsraad aangenomen op 17 september 1999.

## Inhoud

### Waarnemingen
De secretaris-generaal had rapporten geschreven over vrede en ontwikkeling in Afrika en de bescherming van humanitaire hulp aan vluchtelingen in conflicten, en vooral de analyse over de bescherming van burgers. Burgers maakten het grootste deel van de slachtoffers van gewapende conflicten uit en waren steeds vaker het doelwit van de strijdende partijen. Vooral vrouwen, kinderen, vluchtelingen en ontheemden waren de doelgroep van geweld en dit had een impact op duurzame vrede en verzoening.
Het was noodzakelijk de oorzaken van gewapende conflicten aan te pakken door economische groei, de uitroeiing van armoede, duurzame ontwikkeling, nationale verzoening, goed bestuur, democratie, ordehandhaving en respect voor de mensenrechten te promoten. Dat laatste gebeurde steeds minder tijdens gewapende conflicten. Ook hadden kinderen specifieke rechten en noden tijdens gewapende conflicten. Verder werden ook vrouwen specifiek door conflicten getroffen.

### Handelingen
De Veiligheidsraad veroordeelde dat burgers opzettelijk doelwitten waren tijdens gewapende conflicten. Bij alle betrokken partijen werd erop aangedrongen dat zij het internationaal humanitair recht zouden respecteren, en vooral de Haagse en Geneefse Conventies. Landen die dit nog niet gedaan hadden werden opgeroepen die mensenrechteninstrumenten te ratificeren.
Ook werd het belang van veilige en ongehinderde toegang van hulporganisaties tot burgers in gewapende conflicten onderstreept. Strijders moesten hun veiligheid en bewegingsvrijheid verzekeren. Daarover was in 1994 het Verdrag inzake Veiligheid van VN- en Aanverwant Personeel van kracht geworden. De Veiligheidsraad was bereid in te grijpen als humanitaire hulp aan burgers opzettelijk werd gehinderd en te bekijken hoe de mandaten van vredesmachten iets konden verhelpen aan de impact van conflicten op burgers.

## Verwante resoluties
- Resolutie 1261 Veiligheidsraad Verenigde Naties
- Resolutie 1296 Veiligheidsraad Verenigde Naties (2000)
- Resolutie 1314 Veiligheidsraad Verenigde Naties (2000)

Lijst ·  1220 ·  1221 ·  1222 ·  1223 ·  1224 ·  1225 ·  1226 ·  1227 ·  1228 ·  1229 ·  1230 ·  1231 ·  1232 ·  1233 ·  1234 ·  1235 ·  1236 ·  1237 ·  1238 ·  1239 ·  1240 ·  1241 ·  1242 ·  1243 ·  1244 ·  1245 ·  1246 ·  1247 ·  1248 ·  1249 ·  1250 ·  1251 ·  1252 ·  1253 ·  1254 ·  1255 ·  1256 ·  1257 ·  1258 ·  1259 ·  1260 ·  1261 ·  1262 ·  1263 ·  1264 ·  1265 ·  1266 ·  1267 ·  1268 ·  1269 ·  1270 ·  1271 ·  1272 ·  1273 ·  1274 ·  1275 ·  1276 ·  1277 ·  1278 ·  1279 ·  1280 ·  1281 ·  1282 ·  1283 ·  1284